# سان فرانسیسکو (حتما میان موهایت گل بگذار)
«سان فرانسیسکو (حتماً بین موهایت گل بگذار)» (به انگلیسی: San Francisco (Be Sure to Wear Flowers in Your Hair)) ترانه‌ای ساختهٔ جان فیلیپس است که اسکات مک‌کنزی آن را اجرا کرده‌است. «سان فرانسیسکو» به‌عنوان سرود غیررسمی حرکت‌های ضد سیستم دههٔ ۶۰ میلادی مانند جنبش ضد جنگ ویتنام، هیپی‌گری و قدرت گل شناخته می‌شود.
این قطعه که احتمالاً موفق‌ترین سرود هیپی/پاپ تاریخ است، در زمان انتشارش در ایالات متحده چهارمین ترانهٔ پرفروش روز شد و در بیشتر کشورهای اروپایی شمارهٔ ۱ جدول‌های فروش موسیقی بود. با این‌حال بیشتر هنرمندان عرصهٔ آندرگراوند سان فرانسیسکو مثل جنیس جاپلین و اعضای گریت‌فول دد از آن متنفر بودند.

## افراد مشارکت‌کننده
- اسکات مک‌کنزی: آواز و گیتار
- جان فیلیپس: گیتار آکوستیک، لید گیتار، سیتار
- جو آزبورن: گیتار باس
- گری اِل کُلمَن: چایمز
- هال بلین: درامز و پرکاشنز